# Marcel Colla
Marcel Colla (ur. 28 września 1943 w Deurne) – belgijski i flamandzki polityk, socjolog oraz samorządowiec, parlamentarzysta krajowy i europejski, minister w rządzie federalnym, działacz Partii Socjalistycznej.

## Życiorys
Absolwent nauk społecznych na Uniwersytecie w Gandawie. Pracował w instytucjach naukowych RUCA i HIVT w Antwerpii. Zaangażował się w działalność polityczną w ramach Belgijskiej Partii Socjalistycznej. W latach 1970–1973 był przewodniczącym jej organizacji młodzieżowej. Po podziale ugrupowania został działaczem flamandzkich socjalistów. W latach 1977–1980 był członkiem władz miejskich w Deurne. W 1978 i ponownie od 1981 do 1991 oraz od 1992 do 1995 wchodził w skład Rady Flamandzkiej. W 1978 oraz między 1981 a 1995 sprawował mandat posła do Izby Reprezentantów, w latach 1992–1994 przewodniczył frakcji poselskiej swojego ugrupowania. Od 1979 do 1982 był posłem do Parlamentu Europejskiego I kadencji.
W latach 1988–1989 w rządzie federalnym pełnił funkcję sekretarza stanu do spraw polityki naukowej. Od 1989 do 1992 był ministrem poczty, telefonii i telegrafów. W latach 1994–1995 zajmował stanowisko ministra emerytur, następnie do 1999 sprawował urząd ministra zdrowia i emerytur. W latach 1999–2003 zasiadał w Senacie. Do 2001 reprezentował krajowy parlament w Zgromadzeniu Parlamentarnym Rady Europy. Był w międzyczasie członkiem rady zarządzającej WHO. Później związany z branżą konsultingową.
Odznaczony Orderem Leopolda II klasy (2003).